# Mattias Nordkvist
Karl Mattias Nordkvist, född 31 januari 1978 i Stigtomta församling i Södermanlands län, är en svensk musiker, skådespelare och regissör.

## Biografi
Han utexaminerades från Teaterhögskolan i Malmö 2007.  Nordkvist är bosatt i Göteborg och arbetar på Göteborgs Stadsteater där han medverkat i bland annat I väntan på Godot, Förnuft och känsla, Förvaret, Mariella, Peer Gynt, Fåglarna, Skänk mig snarast sonsöner och Bibeln. Han spelade Gustaf Löwander i TV-serien Vår tid är nu samt Grizzly i Sommaren 85.

## Diskografi i urval
- 2015 - Olympiaden (Album)
- 2018 - Röda Kvarn (Singel)
- 2018 - När vi applåderade piloter (Singel)
- 2019 - From back home... (EP)
- 2019 - ...And back again (EP)

## Filmografi (i urval)
- 2014 – Hallonbåtsflyktingen
- 2017 – Saknad (TV-serie)
- 2017–2019 – Vår tid är nu (TV-serie)
- 2020 – Sommaren 85 (TV-serie)
- 2020 – White wall (TV-serie)
- 2020–2022 – Maskineriet (TV-serie)
- 2021 – Dancing Queens
- 2021 – Snöänglar (TV-serie)
- 2021 – Zebrarummet (TV-serie)
- 2022 – Vi i villa (TV-serie)
- 2023 – Forever
- 2023 – Solsidan (TV-serie)
- 2023 – Hammarskjöld
- 2024 – I dina händer (TV-serie)
- 2025 – Genombrottet (TV-serie)

## Teater

### Roller (ej komplett)
| År   | Roll                  | Produktion                                                               | Regi              | Teater                                           |
| ---- | --------------------- | ------------------------------------------------------------------------ | ----------------- | ------------------------------------------------ |
| 2008 |                       | Rysk roulette (Dying for it) Moira Buffini                               | Anette Norberg    | Göteborgs stadsteater                            |
| 2008 |                       | Park Avenue Lucas Svensson                                               | Tobias Theorell   | Göteborgs stadsteater                            |
| 2008 |                       | Förnuft och känsla (Sense and Sensibility) Jane Austen                   | Maria Löfgren     | Göteborgs stadsteater                            |
| 2009 | Pozzo                 | I väntan på Godot (En attendant Godot) Samuel Beckett                    | Henric Holmberg   | Göteborgs stadsteater                            |
| 2009 |                       | Publiken (El público) Federico García Lorca                              | Suzanne Osten     | Göteborgs stadsteater                            |
| 2012 |                       | Mittens rike Jan Käll, Johanna Emanuelsson, Richard Turpin och ensemblen | Richard Turpin    | Göteborgs stadsteater                            |
| 2012 |                       | Affären Danton (Sprawa Dantona) Stanislawa Przybyszewska                 | Andrés Lima       | Göteborgs stadsteater                            |
| 2013 |                       | Djävlar på hjul Malin Stenberg och Lucas Svensson                        | Malin Stenberg    | Göteborgs stadsteater                            |
| 2014 | Biff Loman            | En handelsresandes död (Death of a Salesman) Arthur Miller               | Björn Runge       | Göteborgs stadsteater                            |
| 2014 | Georg                 | Natten är dagens mor Lars Norén                                          | Dennis Sandin     | Göteborgs stadsteater                            |
| 2015 | Biff Loman            | En handelsresandes död (Death of a Salesman) Arthur Miller               | Björn Runge       | Kulturhuset Stadsteatern                         |
| 2018 | Kristian              | Ett dockhem (Et Dukkehjem) Henrik Ibsen                                  | Yana Ross         | Göteborgs stadsteater                            |
| 2018 | Meursault             | Främlingen (L'Étranger) Albert Camus                                     | Mattias Nordkvist | Göteborgs stadsteater                            |
| 2019 | Victoria Benedictsson | Förbjuden ingång Mattias Nordkvist och Anna Pettersson                   | Anna Pettersson   | Göteborgs stadsteater/ Strindbergs Intima Teater |
| 2022 |                       | Mr. Burns Anne Washburn och Michael Friedman                             | Nora Nilsson      | Göteborgs stadsteater                            |
| 2024 | Jussi Björling        | Jussi Björn Runge                                                        | Björn Runge       | Kulturhuset Stadsteatern                         |
| 2024 |                       | Skål för livet Maja Zade                                                 | Yana Ross         | Göteborgs stadsteater                            |

### Regi (ej komplett)
| År   | Produktion           | Upphovsmän                                           | Teater                |
| ---- | -------------------- | ---------------------------------------------------- | --------------------- |
| 2010 | Stenen Der Stein     | Marius von Mayenburg Översättning Ulf Peter Hallberg | Göteborgs stadsteater |
| 2022 | Natten är dagens mor | Lars Norén                                           | Byteatern             |

## Stipendier
- Lilla Ted Gärdestad stipendiet 1999
- Leanderstipendiet 2006
- Lars Passgårdstipendiet 2007
- Sten A Olssons kulturstipendium 2019[5]